# Justina Vail Evans
Justina Vail Evans (korábbi, leánykori nevén Justina Vail; Kuala Lumpur, 1963. augusztus 20. –) brit színésznő, életvezetési coach és hipnoterapeuta.
Színészként főként televíziós sorozatokból ismert. Állandó szereplőként játszott a Seven Days – Az időkapu című sci-fi sorozatban, mellyel 1999-ben Szaturnusz-díjat nyert, mint legjobb televíziós női mellékszereplő. Vendégszereplőként számos egyéb műsorban feltűnt.

## Fiatalkora és színészi pályafutása
Malajziában született brit szülők gyermekeként, később Hongkongban és Angliában nevelkedett. Az 1980-as években modellként dolgozott, majd 1989-ben az Amerikai Egyesült Államokba költözött. Vail először akkor kóstolt bele a színészetbe, amikor egy hongkongi szereplőválogatáson szerepet kapott egy brit televíziós sorozatban.
Legismertebb televíziós szerepe Dr. Olga Vukavitch volt az 1990-es évek végén és a 2000-es évek elején forgatott Seven Days – Az időkapu című sorozatban. Alakítását pozitívan értékelték a kritikusok, 2000-ben Szaturnusz-díjat nyert, mint legjobb televíziós női mellékszereplő. 
Vendégszereplőként láthatták a nézők a Hegylakó című sorozat egy epizódjában, mely női halhatatlanokat mutatott be a rövid életű, Hegylakó – A holló című spin-off felvezetéseként. Végül a Vail által alakított szereplő nem került be az új sorozatba.

## Magánélete
A színésznő házastársa Dr. Jeff Evans Los Angeles-i orvos, tanácsadó és bestselleríró.
Vail szintén író, rendszeresen közreműködik a Backstage magazinban, valamint a  How to be a Happy Actor in a Challenging Business: A Guide to Thriving Through it All című könyv szerzője. A könyv 2011-ben díjat nyert a  Hollywood Book Festivalon.

## Filmográfia
| Év        | Magyar cím                           | Eredeti cím                        | Szerep                                      | Megjegyzések                                                  |
| --------- | ------------------------------------ | ---------------------------------- | ------------------------------------------- | ------------------------------------------------------------- |
| 1984      | Hideg szoba                          | Cold Room                          | fiatal Christa Bruckner                     | tévéfilm                                                      |
| 1990      |                                      | Yellowthread Street                | Caroline                                    | televíziós sorozat (1 epizód)                                 |
| 1990      |                                      | Shadow of China                    | Caroline                                    | film                                                          |
| 1991      |                                      | Super Force                        | hostess                                     | televíziós sorozat (1 epizód)                                 |
| 1991      | Mókás hekus                          | The Commish                        | Anna Trentino                               | televíziós sorozat (1 epizód)                                 |
| 1991–1992 |                                      | The Adventures of Superboy         | Dr. Odessa Vexman / Dr. Winger asszisztense | televíziós sorozat (4 epizód)                                 |
| 1993      | Újabb utazás a Föld középpontja felé | Journey to the Center of the Earth | Devin                                       | tévéfilm                                                      |
| 1994      | X-akták                              | The X-Files                        | tisztátalan lélek                           | televíziós sorozat (1 epizód)                                 |
| 1995      | Hawaii üzenetek                      | Marker                             | Irina                                       | televíziós sorozat (1 epizód)                                 |
| 1996      | Meztelen lelkek                      | Naked Souls                        | Amelia                                      | - film - magyar hangja: - Simon Mari                          |
| 1996      | Seinfeld                             | Seinfeld                           | Amanda                                      | televíziós sorozat (1 epizód)                                 |
| 1996      |                                      | Carnosaur 3: Primal Species        | Proudfoot                                   | videófilm                                                     |
| 1996      | Jerry Maguire – A nagy hátraarc      | Jerry Maguire                      | exbarátnő                                   | film                                                          |
| 1997      | Pacific Blue                         | Pacific Blue                       | Maggie Garrity                              | televíziós sorozat (1 epizód)                                 |
| 1997      | Hegylakó                             | Highlander: The Series             | Katya                                       | - televíziós sorozat (1 epizód) - magyar hangja: - Kéri Kitty |
| 1997      | Szeleburdi Susan                     | Suddenly Susan                     | Gina                                        | televíziós sorozat (1 epizód)                                 |
| 1997      | A gyűjtő                             | Kiss the Girls                     | gyönyörű lány                               | film                                                          |
| 1998      |                                      | Conan                              | Zotana                                      | talk-show (1 epizód)                                          |
| 1998–2001 | Seven Days – Az időkapu              | Seven Days                         | Dr. Olga Vukovitch                          | televíziós sorozat (66 epizód)                                |
| 2009      |                                      | General Hospital                   | Dr. Ingrid Hensen                           | televíziós sorozat (6 epizód)                                 |
| 2010      | Döglött akták                        | Cold Case                          | Zelda Panay '71                             | televíziós sorozat (1 epizód)                                 |

## Bibliográfia
- How to Be a Happy Actor in a Challenging Business: A Guide to Thriving Through It All, CreateSpace, 2012, ISBN 978-1-47752-221-9

## Fordítás
- Ez a szócikk részben vagy egészben  a   Justina Vail Evans című angol Wikipédia-szócikk fordításán alapul.  Az eredeti cikk szerkesztőit annak laptörténete sorolja fel. Ez a jelzés csupán a megfogalmazás eredetét és a szerzői jogokat jelzi, nem szolgál a cikkben szereplő információk forrásmegjelöléseként.